# ليندون جونسون
ليندون بينز جونسون (بالإنجليزية: Lyndon B. Johnson) (27 أغسطس 1908 – 22 يناير 1973)، وغالبا ما يشار إليه بأحرفه الأولى LBJ، هو سياسي أمريكي شغل منصب الرئيس السادس والثلاثين للولايات المتحدة من عام 1963 إلى 1969، وتسلم المنصب بعد أن شغل منصب نائب الرئيس السابع والثلاثين في عهد الرئيس جون كينيدي من عام 1961 إلى 1963. وهو ديمقراطي من ولاية تكساس، حيث مثل الولاية في مجلس النواب وكان قائد الأغلبية في مجلس الشيوخ. جونسون هو أحد أربعة أشخاص فقط خدموا في جميع المناصب الاتحادية المنتخبة الأربعة (الرئيس ونائب الرئيس ودخل مجلس الشيوخ والنواب، وهم جون تايلر وأندرو جونسون وريتشارد نيكسون).
ولد جونسون في مزرعة في ستونوال في ولاية تكساس، ودرّس في مدرسة ثانوية وعمل كمساعد في الكونغرس قبل فوزه في انتخابات مجلس النواب في عام 1937. وفاز في انتخابات مجلس الشيوخ في عام 1948، وعين ليتزعم أغلبية مجلس الشيوخ في عام 1951، وأصبح زعيم الأقلية في مجلس الشيوخ في عام 1953 وقائد الأغلبية في مجلس الشيوخ في عام 1955. عرف جونسون في مجلس الشيوخ بشخصيته الاستبدادية وأسلوبه الذي أطلق عليه «معاملة جونسون»، أو إكراهه للسياسيين الأقوياء للدفع بالتشريعات. ترشح جونسون عن الحزب الديمقراطي في الانتخابات الرئاسية عام 1960. لم ينجح في الترشيح، ولكن تم اختياره من قبل السيناتور جون كينيدي من ماساتشوستس ليكون زميله في تلك الانتخابات. ثم فاز الاثنان في انتخابات متقاربة على تذكرة الحزب الجمهوري ريتشارد نيكسون وهنري كابوت لودج الابن، وأدى جونسون اليمين كنائب للرئيس في 20 يناير 1961. في 22 نوفمبر 1963، خلف جونسون كنيدي رئيسا بعد اغتيال الأخير. وفاز جونسون في انتخابات عام 1964، وحقق نصرا ساحقا على السيناتور الجمهوري باري غولدووتر من ولاية أريزونا.
وفي السياسة الداخلية، أدخل جونسون تشريعات «المجتمع العظيم» من خلال دعم الحقوق المدنية، والبث العام، والرعاية الطبية (ميديكير وميديكيد)، ومساعدة نظام التعليم، والفنون، والتنمية الحضرية والريفية، والخدمات العامة، وبرنامج «الحرب على الفقر». وساعده الاقتصاد المتنامي برفع ملايين الأمريكيين فوق خط الفقر خلال إدارته. وقد حظرت قوانين الحقوق المدنية التي وقع عليها التمييز العنصري في المرافق العامة والتجارة بين الولايات وأماكن العمل والإسكان؛ كما حظر قانون حقوق التصويت الذي أقره بعض الشروط التي طبقتها الولايات الجنوبية لحرمان الأمريكيين السود من التصويت. كما أقر قانون الهجرة والجنسية لعام 1965، حيث تم إصلاح نظام الهجرة في البلاد، ما شجع على زيادة الهجرة من مناطق أخرى غير أوروبا. كانت رئاسة جونسون ذروة الليبرالية الحديثة بعد عصر الصفقة الجديدة.
وفي السياسة الخارجية، صعّد جونسون التدخل الأمريكي في حرب فيتنام. في عام 1964، أصدر الكونغرس قرار خليج تونكين، الذي منح جونسون سلطة استخدام القوة العسكرية في جنوب شرق آسيا دون الحاجة إلى طلب إعلان رسمي للحرب. ارتفع عدد العسكريين الأمريكيين في فيتنام بشكل كبير، من 16,000 جندي غير مقاتل في عام 1963 إلى 525,000 جندي مقاتل في عام 1967. وازداد عدد الضحايا الأميركيين وتراجعت عملية السلام. وقد أدى تزايد سخط العامة اتجاه الحرب إلى حركة كبيرة مناهضة للحرب، خاصة في حرم الجامعات.
واجه جونسون المزيد من المشاكل عندما اندلعت أعمال الشغب في معظم المدن الكبرى بعد عام 1965، وارتفعت معدلات الجريمة، كما طالب خصومه بسياسة «القانون والنظام». بدأ جونسون رئاسته استحسان شرائح واسعة من الشعب، إلا أن هذا الاستحسان تراجع بعد تزايد سخط الجمهور من الحرب في الخارج والعنف المتزايد في الداخل. في عام 1968، ندد الحزب الديمقراطي بجونسون، الذي أنهى عملية إعادة ترشيحه بنتيجة مخيبة للآمال في انتخابات نيو هامبشاير الابتدائية. انتخب نيكسون ليخلفه، حيث انهار ائتلاف الصفقة الجديدة الذي هيمن على السياسة الرئاسية لمدة 36 عاما. غادر جونسون منصبه في يناير 1969، وعاد إلى مزرعته في ولاية تكساس حيث توفي بنوبة قلبية في سن الرابعة والستين في 22 يناير 1973.
جونسون يحظى بتأييد العديد من المؤرخين بسبب سياساته الداخلية وإقراره العديد من القوانين الرئيسية التي أثرت على الحقوق المدنية، ومراقبة حيازة السلاح، والحفاظ على البرية، والضمان الاجتماعي. وقد واجه أيضا انتقادات كبيرة في تعامله مع حرب فيتنام.

## وفاته وجنازته
سجل جونسون مقابلةً تلفزيونيةً مدة ساعة مع المذيع الإخباري والتر كرونكايت في مزرعته في يناير من عام 1973، ناقش فيها إرثه، بشكل خاص فيما يتعلق بحركة الحقوق المدنية. كان يدخن بشراهة في ذلك الوقت، وأخبر كرونكايت أنه من الأفضل لقلبه «أن يدخن عوضًا عن أن يكون متوترًا».
بعد عشرة أيام، نحو الساعة 3:39 مساءً. التوقيت المركزي في 22 يناير 1973، أصيب جونسون بنوبة قلبية حادة في غرفة نومه. تمكن من الاتصال بعملاء الخدمة السرية في المزرعة، الذين وجدوه وهو ما يزال ممسكًا بجهاز الهاتف، فاقداً للوعي ولا يتنفس. نُقل جونسون جوًا في إحدى طائراته إلى سان أنطونيو، وأُخذ إلى مركز بروك الطبي العسكري، حيث أعلن طبيب القلبية والكولونيل في الجيش د. جورج ماكجرانهان وفاته فور وصوله، إذ توفي عن عمر يناهز 64 عامًا.
بعد وفاة جونسون بفترة قصيرة، اتصل سكرتيره الصحفي توم جونسون بغرفة الأخبار الخاصة بقناة «سي بي إس». كان كرونكايت على الهواء مباشرةً في أخبار مساء «سي بي إس» في ذلك الوقت، إذ عرض تقريرًا عن فيتنام. حُولت المكالمة إلى كرونكايت، وبينما كان جونسون ينقل خبر الوفاة، قطع المخرج التقرير وعاد إلى مكتب الأخبار. أبقى كرونكايت، الذي ما يزال على الهاتف، جونسون متصلًا وهو يحاول جمع أي معلومات متاحة ذات صلة بهذا الحدث، ثم أعاد بثها على مشاهديه. جاء موت جونسون بعد يومين من تنصيب ريتشارد نيكسون الثاني، الذي أعقب فوز نيكسون الساحق في انتخابات عام 1972. اعلنت وفاته أنه ولأول مرة منذ عام 1933، إذ توفي كالفن كوليدج خلال الأشهر الأخيرة لهيربرت هوفر في منصبه، لم يتبق أي رؤساء سابقين على قيد الحياة؛ فقد كان جونسون الرئيس السابق الحي الوحيد منذ 26 ديسمبر من عام 1972، بعد أن توفي هاري س. ترومان.
بعد أن رقد جثمانه في مبنى الروطن في العاصمة الأمريكية واشنطن، كُرم جونسون بجنازة الولاية التي أُقيم فيها تأبينه من قبل عضو كونغرس تكساس ج. ج. بيكل ووزير الخارجية السابق دين راسك. حدثت المراسم النهائية في 25 يناير. أُقيمت الجنازة في الكنيسة الوطنية للمدينة المسيحية في واشنطن العاصمة، حيث مارس عباداته سابقًا بصفته رئيسًا. ترأس هذه الخدمة الرئيس ريتشارد نيكسون وحضرها شخصيات أجنبية، بقيادة رئيس الوزراء الياباني السابق إيساكو ساتو، الذي شغل منصب رئيس الوزراء الياباني خلال فترة رئاسة جونسون. قُدمت التأبينات من قبل كل من كاهن الكنيسة د. جورج دافيس ودبليو مارفن واتسون، مدير مكتب البريد العام السابق. لم يتحدث نيكسون رغم أنه حضر، كما يفعل عادةً الرؤساء خلال جنازات الدولة، لكن المؤبنين توجهوا له وأشادوا بمساهماته، وكما فعل راسك في اليوم السابق، ذكر نيكسون وفاة جونسون في خطاب ألقاه في اليوم التالي لموته، معلنًا عن اتفاق السلام من أجل إنهاء حرب فيتنام.
دُفن جونسون في مقبرة عائلته الخاصة على بعد بضعة أمتار من المنزل الذي وُلد فيه. ومُنح تأبينًا من قبل حاكم تكساس السابق جون كونالي والقس بيلي غراهام، وهو الوزير الذي تولى الدفن رسميًا. كانت جنازة الولاية -التي مثلت آخر جنازة رئيس حتى موت رونالد ريجان في عام 2004- جزءًا من أسبوع مزدحم بشكل غير متوقع في واشنطن، إذ تعاملت منطقة واشنطن العسكرية (إم دي بليو) مع مهمتها الرئيسة الثانية في أقل من أسبوع، بدءًا بتنصيب نيكسون الثاني. أثر التنصيب على جنازة الدولة بطرق مختلفة، بسبب موت جونسون بعد يومين فقط من التنصيب. ألغت «إم دي دبليو» واللجنة التدشينية للقوات المسلحة المراسم المتبقية التي تتعلق بالتنصيب، بهدف إقامة جنازة ولاية كاملة، وقد حضر الكثير من الرجال العسكريين، الذين شاركوا في التنصيب، الجنازة. عنى هذا أيضًا أن نعش جونسون قد تنقل عبر مبنى العاصمة بأكمله، ودخل عبر جناح مجلس الشيوخ عندما نُقل إلى الروطن ليستلقي في الولاية، ويغادر بخطوات من خلال جناح المجلس، نظرًا إلى التشييد التابع للتنصيب على خطوات الجبهة الشرقية.

## صور

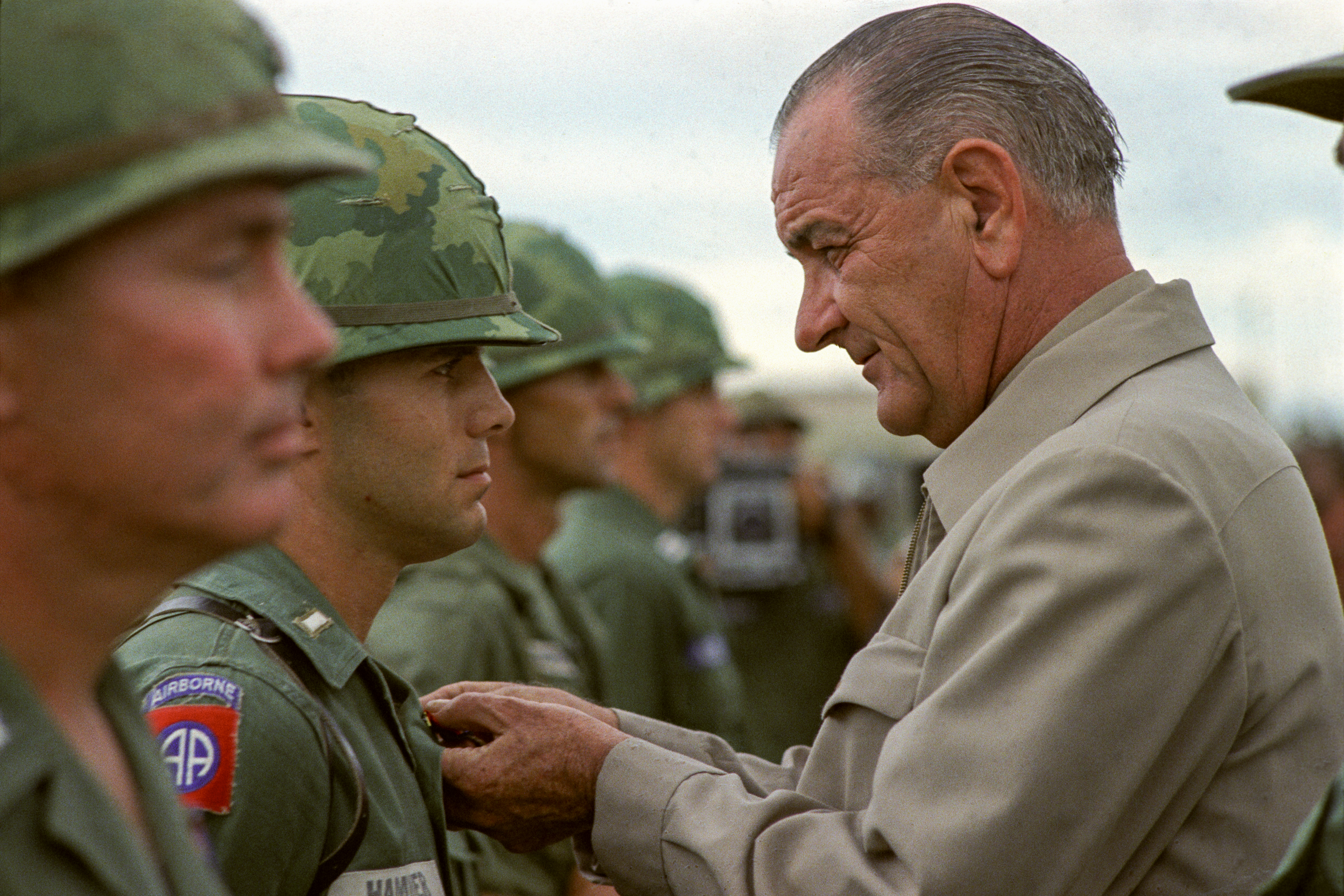
ليندون جونسون خلال زيارته لفيتنام الجنوبية وتسليم الميدالية للجنود الأمريكيين.
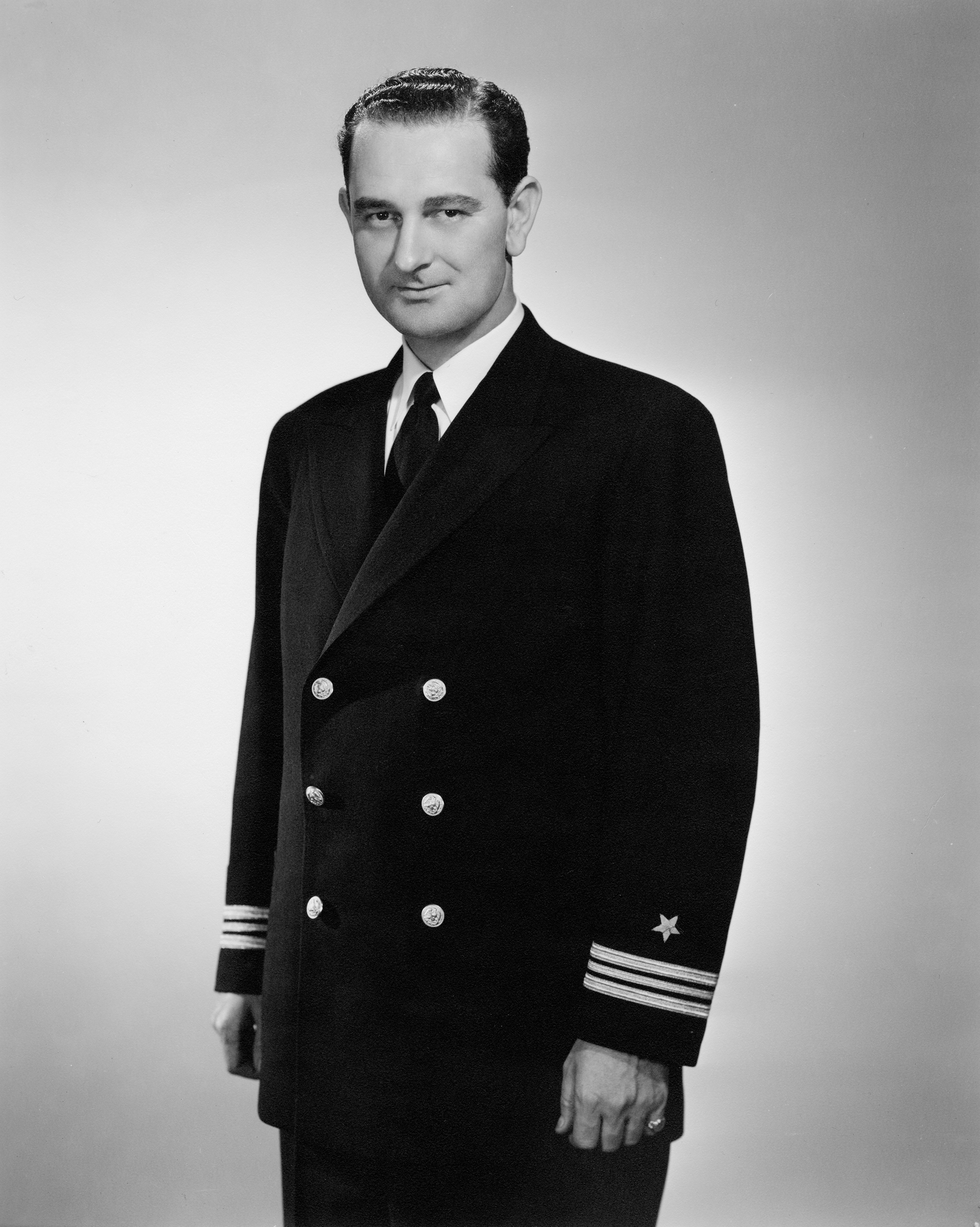
ليندون جونسون عام 1942م.
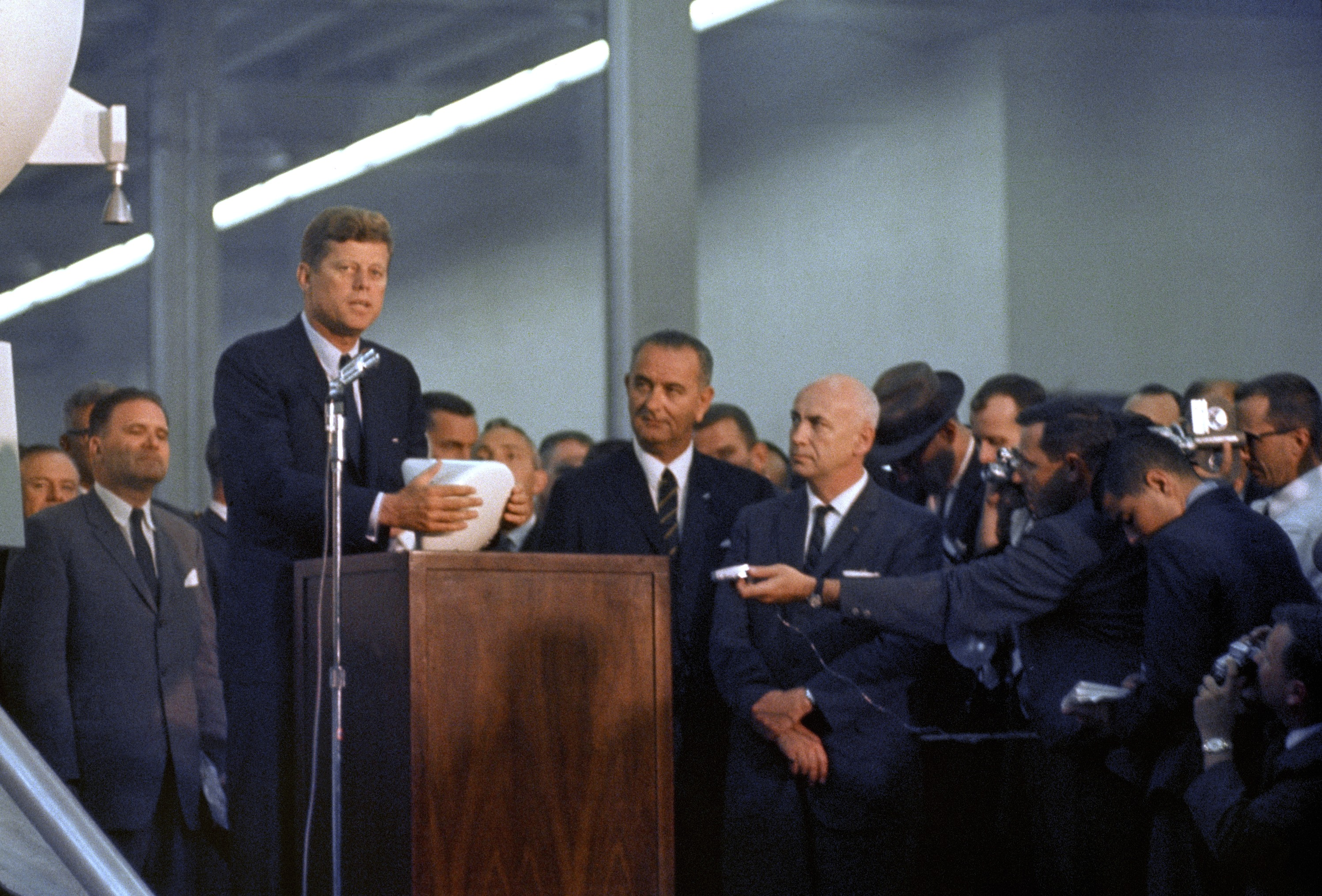
جونسون وبجانبه الرئيس الأمريكي جون كينيدي عام 1962م. عندما كان نائب رئيس الولايات المتحدة.
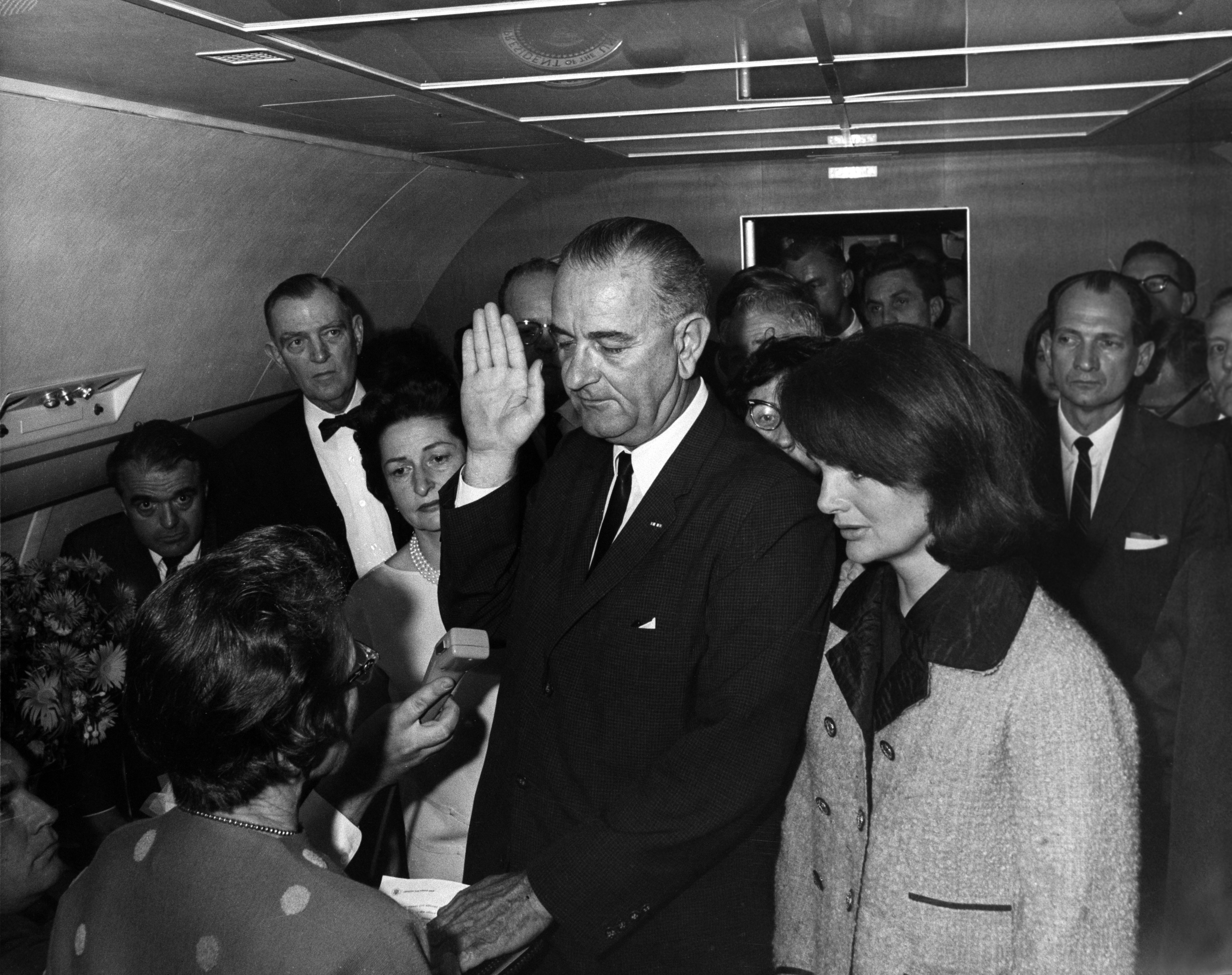
ليندون جونسون يؤدي اليمين الدستورية على طائرة رئاسة عام 1963, بعد إغتيال جون كينيدي في دالاس .
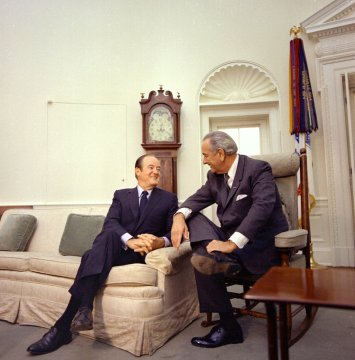
جونسون ونائب الرئيس في مكتبه بالبيت الأبيض.
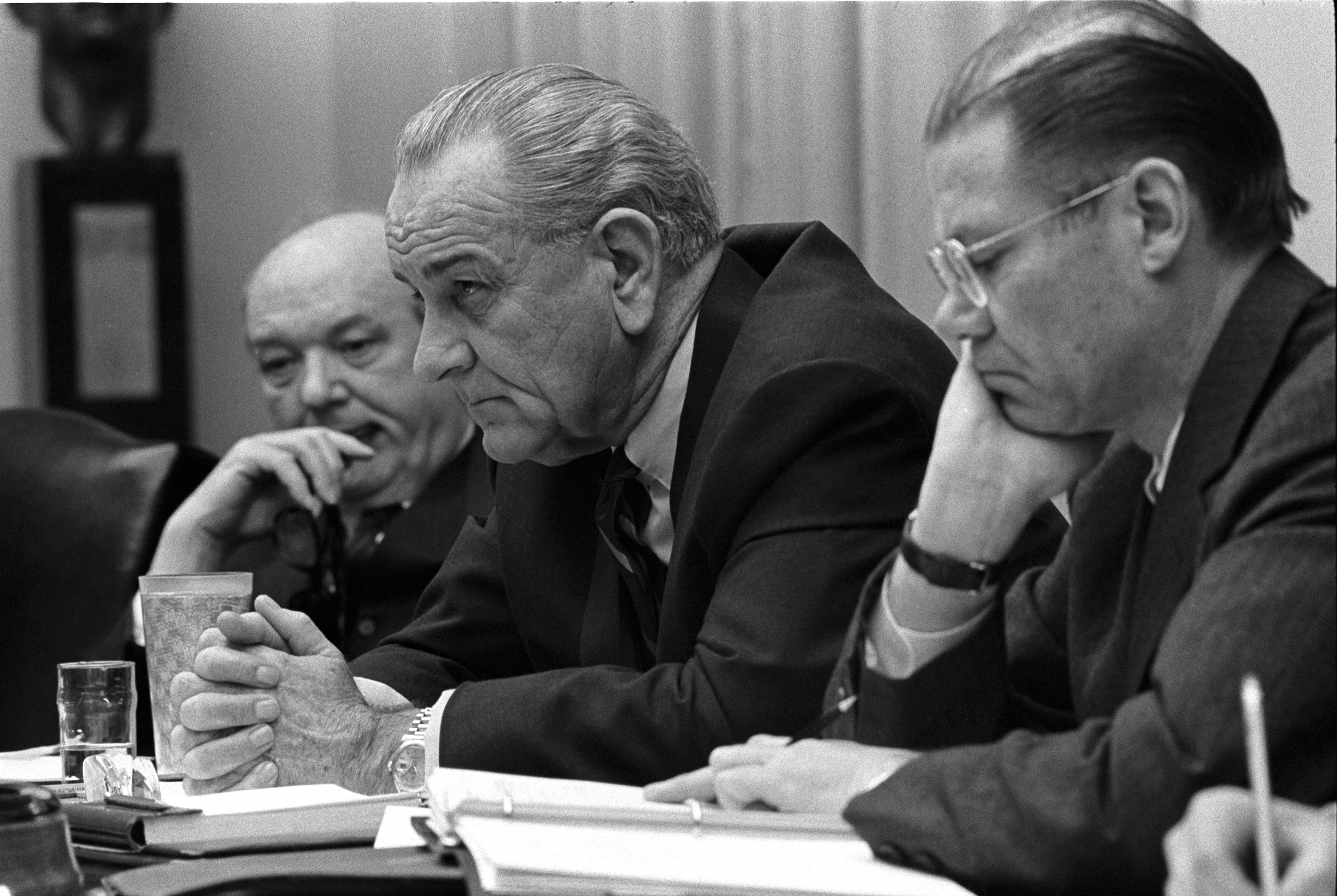
جونسون ووزير الدفاع الأمريكي روبرت ماكنامارا عام 1968م.
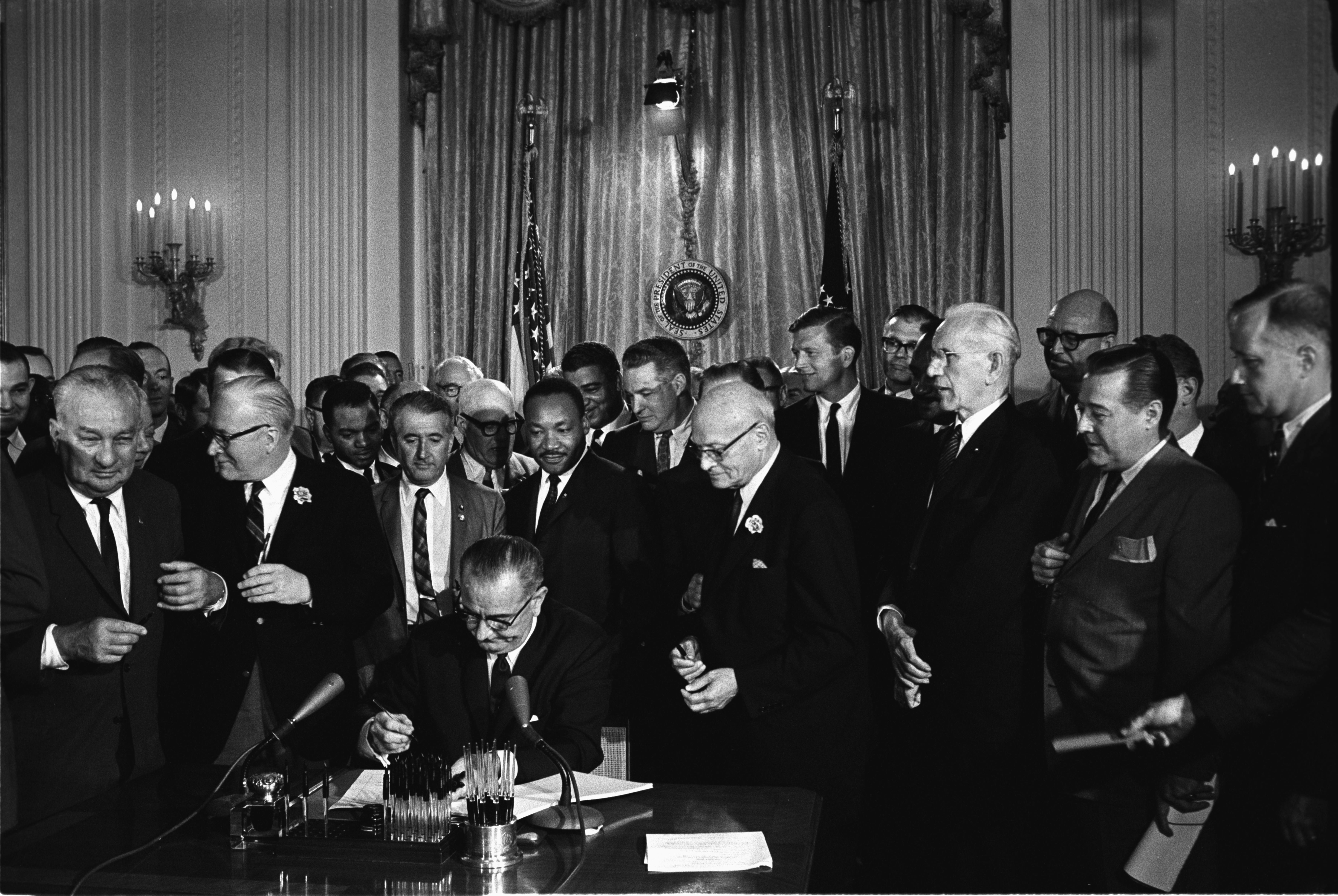
جونسون بحضور مارتن لوثر كينغ.
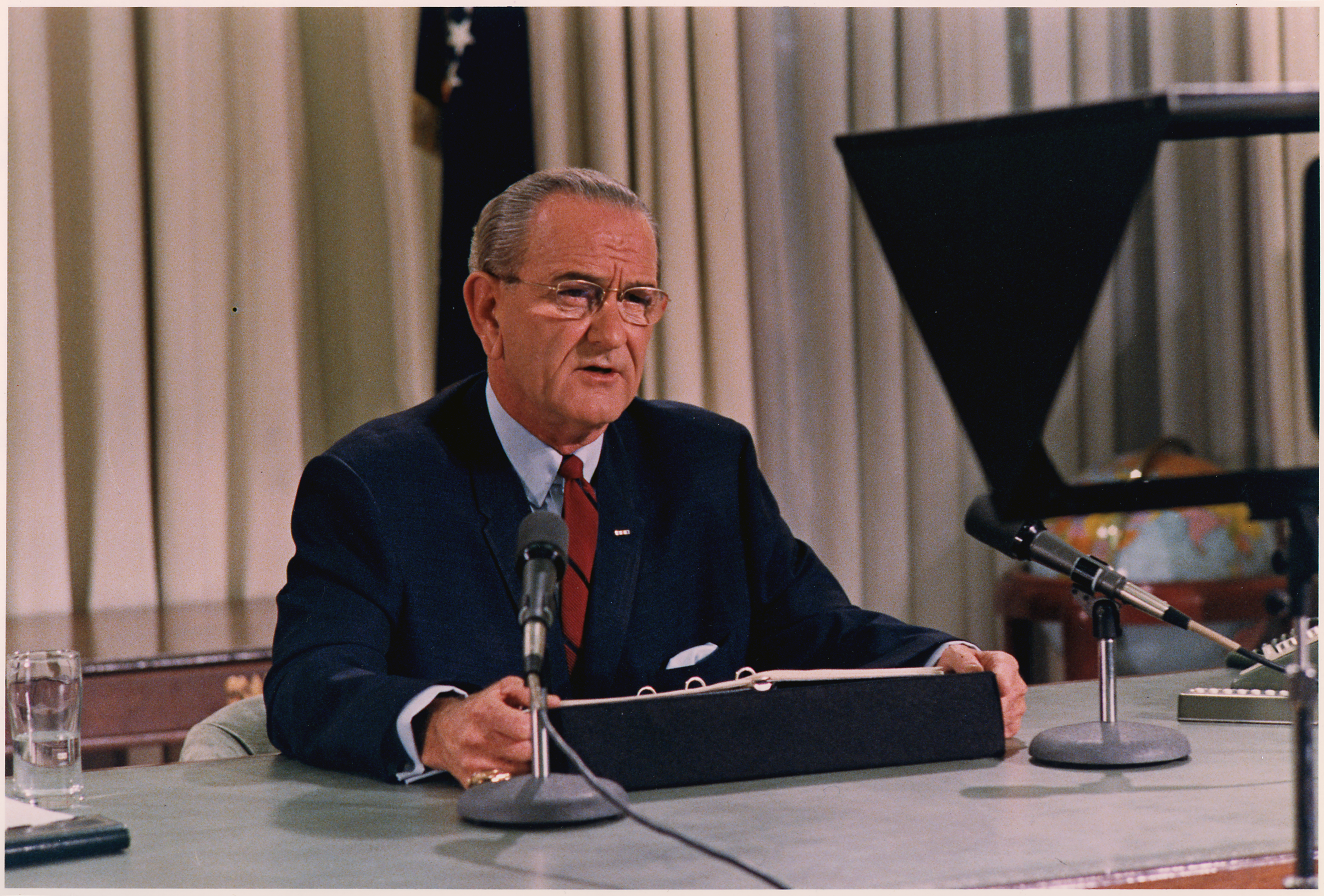
ليندون جونسون يلقي الكلمة عام 1968م .
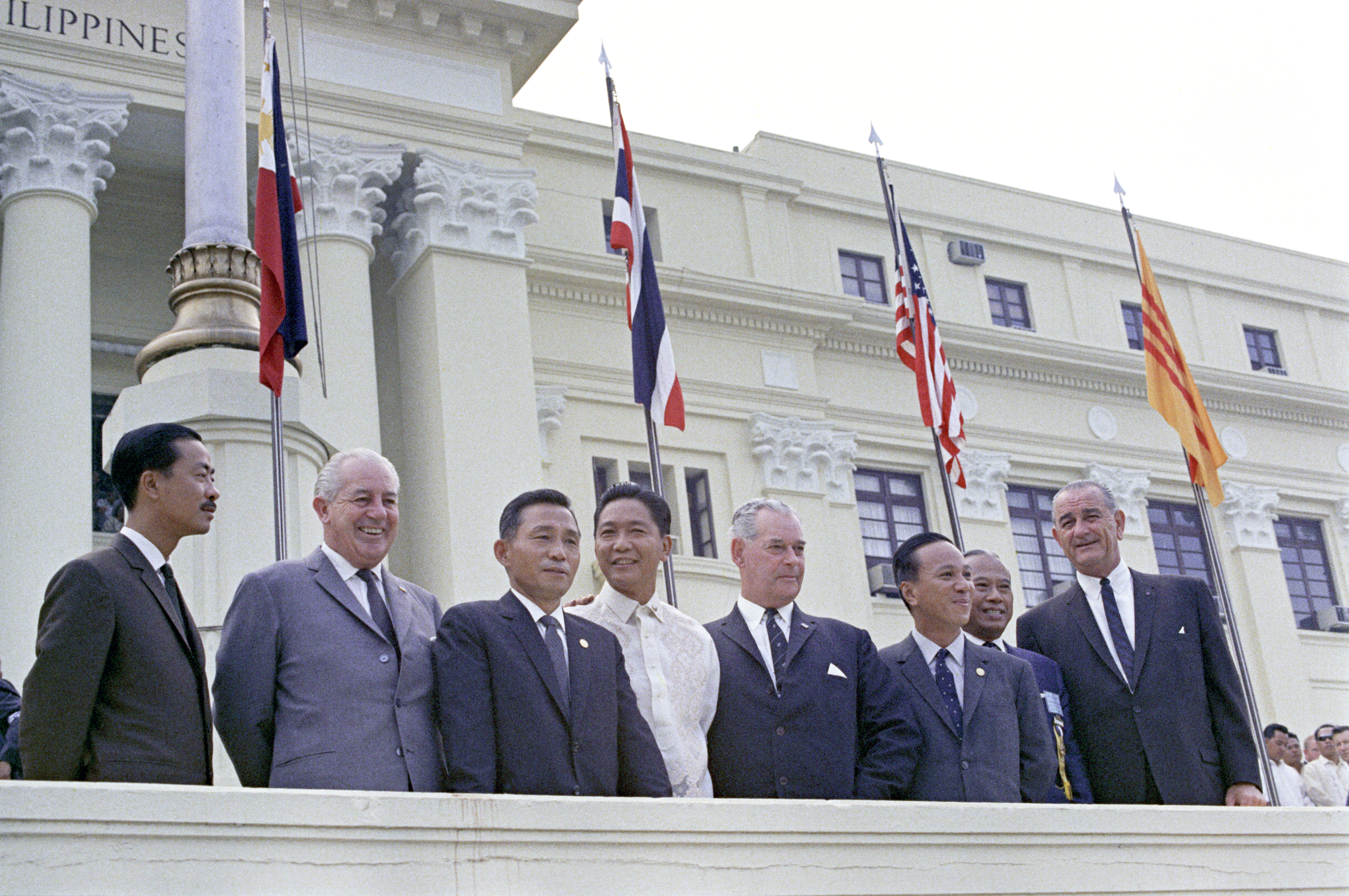
جونسون مع الرؤساء كل من رئيس فيتنام الجنوبي نغوين كاو كي وهارولد هوت رئيس الوزراء الأسترالي ورئيس كوريا الجنوبية بارك شونغ-هي والرئيس الفلبيني فرديناند ماركوس وثانوم كيتيكاشورم وزير الدفاع التايلندي ونغوين فان ثيو من فيتنام الجنوبية ورئيس وزراء نيوزلندا كيث هوليوك.
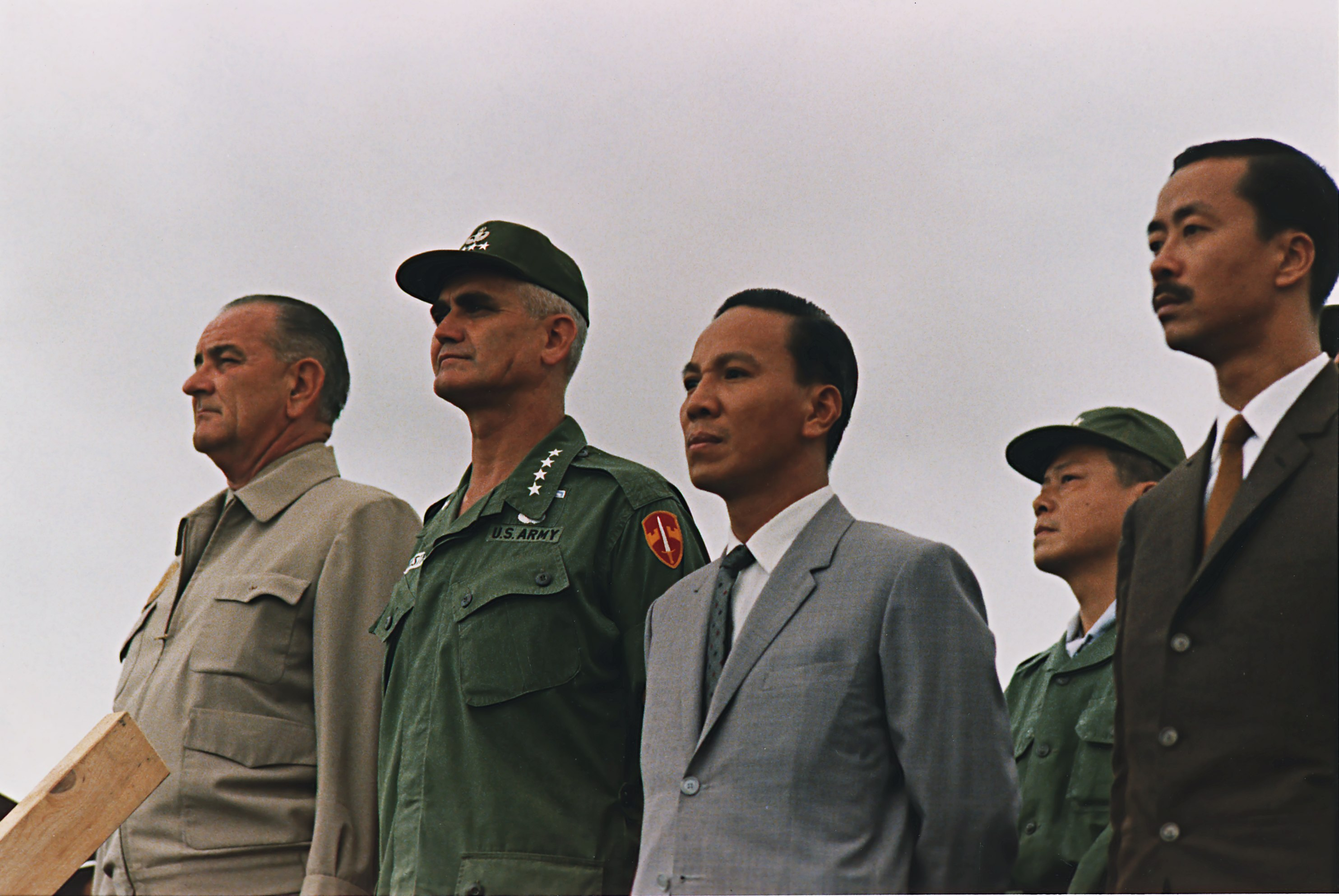
جونسون عام 1966م بجانبه الرئيس الفيتنامي الجنوبي نغوين فان ثيو.

## روابط خارجية
- ليندون جونسون على موقع IMDb (الإنجليزية)
- ليندون جونسون على موقع الموسوعة البريطانية (الإنجليزية)
- ليندون جونسون على موقع روتن توميتوز (الإنجليزية)
- ليندون جونسون على موقع مونزينجر (الألمانية)
- ليندون جونسون على موقع ميوزك برينز (الإنجليزية)
- ليندون جونسون على موقع إن إن دي بي (الإنجليزية)
- ليندون جونسون على موقع ديسكوغز (الإنجليزية)
- ليندون جونسون على موقع قاعدة بيانات الفيلم (الإنجليزية)